# Martingança
Martingança é uma povoação portuguesa do Município de Alcobaça que foi sede da extinta Freguesia de Martingança, freguesia que tinha 8,08 km² de área e 1 145 habitantes (2011), e, por isso, uma densidade populacional de 141,7 hab/km².
A Freguesia de Martingança foi extinta em 2013, no âmbito de uma reforma administrativa nacional, tendo sido agregada à Freguesia de Pataias, para formar uma nova freguesia denominada União das Freguesias de Pataias e Martingança, com sede em Pataias.

## População
| População da freguesia de Martingança | População da freguesia de Martingança | População da freguesia de Martingança | População da freguesia de Martingança | População da freguesia de Martingança | População da freguesia de Martingança | População da freguesia de Martingança | População da freguesia de Martingança | População da freguesia de Martingança | População da freguesia de Martingança | População da freguesia de Martingança | População da freguesia de Martingança | População da freguesia de Martingança | População da freguesia de Martingança | População da freguesia de Martingança |
| ------------------------------------- | ------------------------------------- | ------------------------------------- | ------------------------------------- | ------------------------------------- | ------------------------------------- | ------------------------------------- | ------------------------------------- | ------------------------------------- | ------------------------------------- | ------------------------------------- | ------------------------------------- | ------------------------------------- | ------------------------------------- | ------------------------------------- |
| 1864                                  | 1878                                  | 1890                                  | 1900                                  | 1911                                  | 1920                                  | 1930                                  | 1940                                  | 1950                                  | 1960                                  | 1970                                  | 1981                                  | 1991                                  | 2001                                  | 2011                                  |
|                                       |                                       |                                       |                                       |                                       |                                       |                                       |                                       |                                       |                                       |                                       |                                       | 972                                   | 1 039                                 | 1 145                                 |

Criada pela Lei nº 117/85  , de 04 de Outubro, com lugares desanexados da freguesia de Pataias

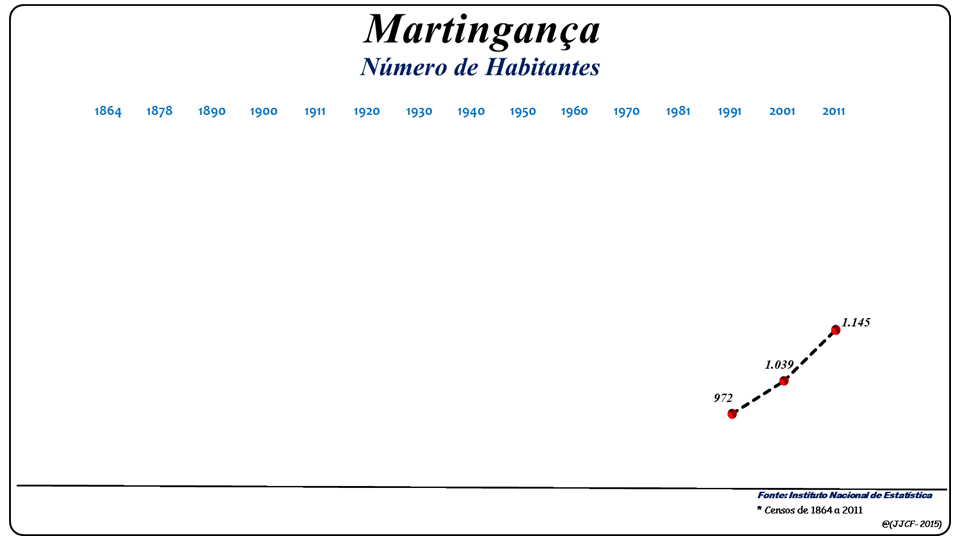
Evolução da População (1864 / 2011)

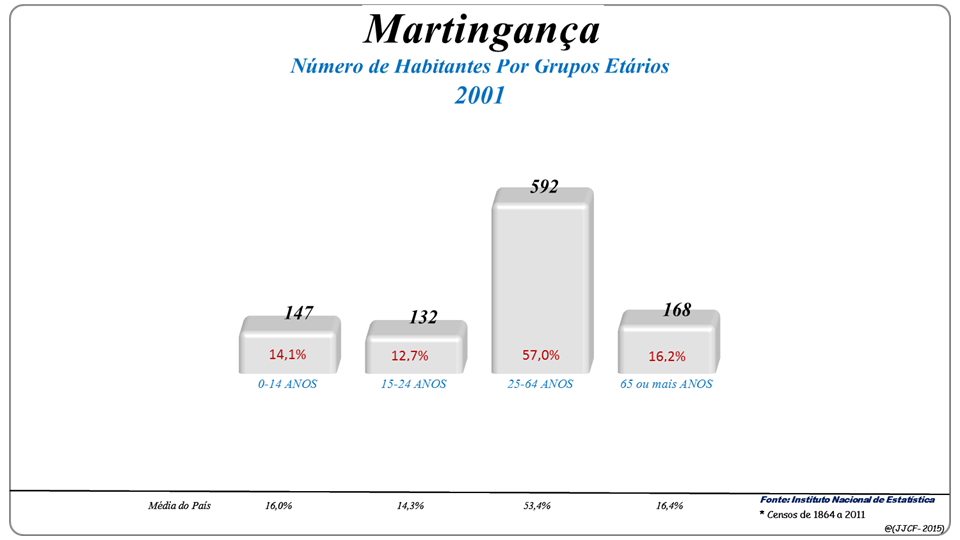
Grupos Etários (2001 e 2011)

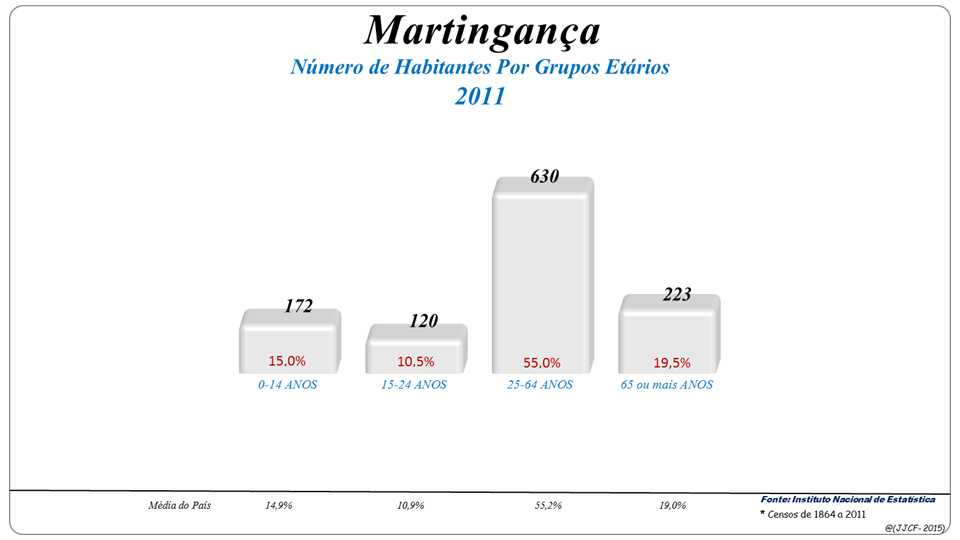
Grupos Etários (2001 e 2011)

## Geografia
Embora pertença ao concelho de Alcobaça, situa-se às portas da vizinha cidade da Marinha Grande com a qual mantém uma forte relação.

## Origem do Nome
Martingança deve o seu nome à conjugação de dois termos, Martina (divindade guerreira romana, filha de Marte) e Gansa (ave mensageira da Deusa Lua). Assim, no início seria Martingansa, mas ao longo dos tempos o topónimo sofreu metaplasmos.

## História
O Casal Martim Gansa, que originaria a freguesia, terá surgido com a Carta de Couto dada por Dom Dinis aos lugares de Paredes e Campos de Ulmar. Os casais dispersos à sua volta, como o de Martim Gansa, iriam a partir daí, dividir-se em pequenas povoações, que de património tem apenas a Ermida de S. João, um templo simples, originário da primeira metade do século passado.
Nos últimos anos a Martingança tem progredido muito, a nível económico, com o aparecimento de indústria vidreira na região, e com a natural progressão nas vias de comunicação. Devido a tudo isto, e a outras condições de desenvolvimento, a Martingança foi elevada a sede de freguesia em 4 de Outubro de 1985.